# LHS 288
Désignations
LHS 288 (Luyten 143-23) est une étoile naine rouge, l'étoile la plus proche du Soleil de la constellation de la Carène à une distance de ∼ 15,8 a.l. (∼ 4,84 pc). Cette étoile est beaucoup trop faible pour être visible à l'œil nu, avec une magnitude apparente de 13,92.